# Bretteville
Bretteville – miejscowość i gmina we Francji, w regionie Normandia, w departamencie Manche, położona na półwyspie Cotentin, nad kanałem La Manche.
Według danych na rok 1990 gminę zamieszkiwało 1008 osób, a gęstość zaludnienia wynosiła 174 osoby/km² (wśród 1815 gmin Dolnej Normandii Bretteville plasuje się na 221. miejscu pod względem liczby ludności, natomiast pod względem powierzchni na miejscu 816.).